# Ptilocaulis spiculifer
Ptilocaulis spiculifer är en svampdjursart som först beskrevs av Jean-Baptiste Lamarck 1813.  Ptilocaulis spiculifer ingår i släktet Ptilocaulis och familjen Axinellidae. Inga underarter finns listade i Catalogue of Life.